# قصر الخواجة جبرة
قصر جبرة (بالإنجليزية: Jabra Palace )‏ هو قصرٌ تاريخي بني في منتصف القرن العشرين بأيدي صناع من دول أوروبا وبالتحديد فرنسا لرجل ثري يدعى الخواجة جبرة والذي ينتمي لعائلة تكلا في مدينة نقادة بمحافظة قنا بمصر، وكان يمتلك حينها مئات الأفدنة من الأراضي الزراعية، ، وعاش فيه برفقة زوجته وأبنائه الثلاث حتى مماته.

## وصف القصر
يحتوي القصر على 40 غرفة بأرضية من الرخام، وسقف كان من القضبان الحديدية وليست عروق خشبية، وشبابيك بزجاج ملون وأشكال مختلفة، ويضم حديقة كانت تقارب مساحتها الفدان وتتوسطها ساقية تروي أشجار الثمار والفاكهة والزهور المتفتحة في فصل الربيع القصر ذو المعمار الفريد من نوعه يتكون من طابقين، الطابق السفلي وبه مكان الاستقبال وغرفة على اليمين وأخرى على اليسار.